# 烙画艺术
烙画，也叫烫画，一种中國民间传统装饰工艺品，係用烧热的铁扦（现在也有用电烙铁的），在扇骨、梳篦、葵扇、木制家具、木片、及胶合板上烫出各种人物、山水花卉、飞禽走兽等纹样。历史上以河南南阳出产的较为著名。